# Јован Дујовић
Јован Дујовић (Дечани, 28. август 1938) српски је књижевник, новинар–фељтониста, пјесник, антологичар, приповједач, романсијер, писац за дјецу и омладину. Преминуо је 19. априла 2015. у Црној Гори.
Члан је Удружења књижевника Црне Горе и Удружења новинара Црне Горе. Добитник је угледних књижевних и новинарских награда. Песме су му превођене на веће светске језике и заступљене у антологијским изборима.

## Поријекло и дјетињство
По пореклу је из Васојевића, Љеворечанин. Иако је према матичним књигама рођен „28. августа. 1937 у Прекобрђу (Морача)“ или „7. априла 1939. у Лијевој Ријеци – Васојевићи“ проверено је да је рођен 28. августа 1938. у Дечанима, Метохија, које је од Турака ослободио његов ујак, ђенерал Радомир Вешовић, 1912. године.
Дујовић је у ратно доба одрастао као сироче без родитеља и ичега свога, чобанујући за туђим козама у морачком Прекобрђу и овцама по љеворечком висовима,

## Новинарска и књижевна каријера
Када је одрастао, запослио се у подгоричкој Побједи у којој је провео журналистички вијек, пишући, поред осталог у многим релевантним југословенским новинама, ревијама, књижевним листовима и часописима, медијима за дјецу и електронским гласилима.

## Пријем код критике
О Дујовићевој поезији писали су многи критичари и песници: Мирољуб Тодоровић, Андрија Радуловић, академик Жарко Ђуровић, Радован Поповић, Желидраг Никчевић, Катарина Брајовић, Гаро Јовановић, Горан Бјелановић, Веселин Лазаревић, Слободан-Куч Милић, Милутин Лујо Данојлић, Миодраг Вуковић, Јован Чађеновић, Ранко Јововић, Слободан Томовић, Илија Лакушић, Милорад Јоксимовић а највише Миодраг Мркић.
Мирољуб Тодоровић, оснивач сигнализма истиче Дујовићеву изворну модерност и да он својим радом обликује нашу културну сцену.
Миодраг Мркић, између осталог, каже о писцу: „Песници од свега стварају поезију. Дујовић се не труди да ствара књишке симболе, насилне метафоре, нема естетско-поетског егзибиционизма. Мислим да је то нешто, да се ипак по тој, рецимо сировој али суровој новинарској поетичности издваја у нашој поезији. Дакле, Дујовић има индивидуалност, он не бира речи. Узима их и из новинарског жаргона. Све речи имају право на поетизацију. Кроз мисаоност дневног новинарског пробеласају и високепоетске слике. Његово песништво је лирска синтеза новинарски забележених догађаја и осећања Срба. То песништво и та лирска синтеза бележи и социјално-филозофска схватања и осећања. Дујовић успева да дневна новинарска умовања добију чар и лепоту поетског. Дујовићево дело је љупка политичка творевина. Мали роман у стиховима о култу личности. У векове који следе из овог Дујовићевог густог текст–ткања сазнаће се тада много више и јасније но од хорда помодних епигона, трабаната, који су више прилагођавајући се и ћердајући у постмодернистичким 'ачењима' за потребе режима, живели као званично и незванично плаћени дисиденти, управо од лика и дела друга Тита, хировитог бонвивана, златног дечка наше епохе, несташног сина нашег...“
Милорад Јоксимовић о Дујовићевој збирци Ијед наводи: „Необична је Дујовићева поетска књижица од осамнаест песама. Стилски разбарушена, без оптерећења ма каквим поетичким нормама, а свака пјесма му извире из суштине његовог бића и живота, садашњег и блискоминувшег. У свакој је препознатљива горка јабука и лични став. (...) Док је био млађи Дујовићу су они који су га читали говорили како су мисли да је старији, а сад кад је протекло големо вријеме, при сусрету у четири ока, не трепнувши, кажу му како су мислили да је много млађи.“

### Радио, листови и часописи
Јован Дујовић је своје приче, пјесме, репортаже, фељтоне и интервјуе објављивао у: Агенција СРНА; Аргумент; Ауто-ревија ЦГ; Барске новине; Беорама; Бока; Борба; Велика Србија; Вечерње новости; Вјесник; Војник; Глас Зете; Глас омладине; Глас Подриња; Глас Црногорца; Гледишта; Дан; Данас; Дело; Дневник; Дуга; Ева и Адам; Експрес политика; Жељезничке новине; Жељезничка трибина; За домовину; Завичај; Задруга; Змај; Зум репортер; Ибарске новости; Инвалидски лист; Интервју; Исељенички сусрети; Истина, Беч; Исток; Јавност; Јединство; Југо-ревија; Јустиција; Кафана; Књижевна реч; Књижевне новине; Књижевност; Кораци; Круг; Младост; Мостови; Народна армија; Наша жена; Наша побједа; Нови лист; Новине српске; Народне новине; Овдје; Огледало; Одјек; Омладински покрет; Освит; Ослобођење; Осмица; Панорама; Пионири; Пљеваљске новине; Побједа; Полетарац; Полис; Политика; Православље; Просвјетни рад; Радио станице Београд, Загреб и Подгорица; Ревија 92; Ревија Д; Сведок; Светигора; Сјутра; Слобода; Споне; Стварање; Стремљења; Студентска ријеч; Сусрети, Цетиње (1953, првобјављена пјесма); Титов пионир; Телеграм; Часопис; Туристичке новине; Фокус; Црногорски ратник; Четврти јул...

### Поезија
- Карадаг 1972
- Ринг 1986
- Амалгам 1988
- Отворене ране 1995.
- Ијед 1997
- Антички јеловник 2004
- Свратак 2004
- Изабрана поезија 2006
- Необавезна антологија свјетске поезије 2007.
- Тријумф – то мајка више не рађа 2007.
- Поезија посвете 2009
- Тушта и тма – мудрости кафанског филозофа
- Моја поезија
- Натоломејске ноћи
- Табела–библиотека
- Свједок

### Проза и публицистика
- Би што би
- Немо`те немо`те, можемо се ми стиђет` једног дана од њега /журналистички животописи/
- Нетко бјеше Дујовић Јоване
- Његош између интрига и отрова
- Кобна веза пјесника и књаза
- Морачке пасторале
- Васојевићке пасторале
- Славни црногорски пустолови
- Јунак двије револуције - Владо Ћетковић
- Преписка Војводе Гавра Вуковића и Митра Бакића
- Зловремене оде
- Паклени врт Балкана
- Голготе, садржај: Голгота попа и пјесника Стевана Вукчевића "Нестора Жучног млађег" који је прошао све животне страхове, од носача и Матхаузена и Голог отока...; Одисеја Олге Вујошевић, која је с тек рођеном кћерком провела ратну годину у злогласним фашистичким затворима и остала жива; Далматинци у Црној Гори – знаменити писци, сликари и градитељи: Симо Матавуљ, Валтазар Богишић, Влахо Буковац, Јосип Сладе... који су оставили неизбрисив траг на нашем тлу; Суђење великом филозофу и његошологу Слободану Томовићу на Београдском универзитету с којег је удаљен због антимарксистичке оријентације; Како је професор Предраг Ковачевић из Котора, као тек ослобођени њемачки заробљеник ухватио злогласног гаулајтера Хајнриха Химлера; Међу Црногорцима на Мироч планини код Кладова, који су се први населили прије двјеста година; Исповијест несрећног ауторовог учитеља Тадише Ракочевића из Прекобрђа код Манастира Мораче...
- Острошко злато и његова судбина
- Анегдоте Михаила Ојданића
- Књажев сукоб с црногорским војводама (Миљаном Вуковим, Марком Миљановим, Пеком Павловићем и Јолем Пилетићем)
- У албанским вртлозима – исп. Ђона Марковића

### Као приређивач
- Митрополит Амфилохије (Радовић) – Враћање душе у чистоту (приредио)
- Мемоари ђенерала Радомира Вешовића
- Сердар Јанко Вукотић
- Поруке потомству

### Књиге за младе
- Зоолошка читанка
- Тајне Бај-дола (роман)
- Подвиг (приче)
- Статисти (приче)

### Антологије и зборници
- Језерски врх
- Боже Правде
- Споменица Првог српског устанка
- Љубавна поезија
- Родитељи у поезији
- Савремена црногорска поезија за дјецу
- Вино и поезија
- Необавезна антологија
- Црногорско новинарство
- Крчаг вина и поезије
- Храм књиге

### Необјављени рукописи
- Фељтони и репортаже
- Српска апокалипса
- Комненов колеж
- Олујине
- Клечка